# 범어초등학교
범어초등학교(凡魚初等學校)는 대한민국 경상남도 양산시 물금읍 범어리에 있는 공립 초등학교이다.

## 학교 연혁
- 1924.10.05 물금공립보통학교 개교
- 1936.09.30 물금공립보통학교 가촌분교장 설립
- 1938.04.01 교명 변경 (동물금공립심상소학교 가촌분교장)
- 1944.05.10 교명 변경 (서물금공립국민학교)
- 1946.06.21 범어국민학교로 개칭
- 1997.09.01 서남초등학교 분리(724명)
- 2002.03.01 오봉초등학교 분리(818명)
- 2008.02.28 급식소 및 체육관 준공
- 2008.03.01 황산초등학교 분리(145명)
- 2009.09.01 제26대 진영경 교장 취임
- 2011.01.10 시청각실 구축
- 2011.03.01 특수학급 설치
- 2011.06-2012.05 그린스쿨 사업 추진(그린스쿨 35억원, 장애인 승강기 1억4천만원)
- 2011.12.05 영어체험실(2관) 개관
- 2012.02.17 제66회 졸업식(총 5,989명)
- 2012.09.01 제27대 서보천 교장 취임
- 2013.02.20 제67회 졸업식(총 6,066명)
- 2014.03.01 제28대 전영곤 교장 취임

## 참고 자료
- 범어초등학교 - 한국교육학술정보원 학교알리미